# Sở Ai vương
Sở Ai Vương (chữ Hán: 楚哀王, 244 TCN-228 TCN, trị vì 228 TCN), tên thật là Hùng Do (熊猶), là vị vua thứ 44 của nước Sở - chư hầu nhà Chu trong lịch sử Trung Quốc.
Trên danh nghĩa, ông là con của Sở Khảo Liệt vương, vua thứ 42 của nước Sở, em Sở U vương, vua thứ 43 của nước Sở, nhưng theo ghi chép trong Sử ký Tư Mã Thiên, người cha theo huyết thống của ông là Xuân Thân quân Hoàng Yết, khi vợ Yết là Lý Yến có mang, Hoàng Yết dâng cho Khảo Liệt vương, sinh ra U vương và Ai vương.
Năm 228 TCN, vua anh Sở U Vương mất, do U vương không con nối dõi nên Hùng Do lên nối ngôi, tức Sở Ai vương.
Tuy nhiên Ai vương chỉ làm vua được hai tháng thì bị anh là Phụ Sô (do vợ thứ của Khảo Liệt vương sinh) giết để đoạt ngôi, tức Sở vương Phụ Sô. Phụ Sô sai giết Lý thái hậu và tru di toàn bộ gia tộc họ Lý.